# Фауст, Иоганн Георг
Иоганн Георг Фауст (нем. Johann Georg Faust; ок. 1480 (?), Книтлинген, Священная Римская империя — 1540 (?), Штауфен-им-Брайсгау, Священная Римская империя) — легендарный странствующий алхимик, астролог и маг, живший в первой половине XVI века в Германии.
Легендарная биография Фауста известна со времён Реформации. Впоследствии она стала основой для ряда произведений европейской литературы, наиболее известным из которых признана трагедия Гёте «Фауст».

## Биография
Большинство подробностей о жизни исторического Фауста происходит из сочинений конца XVI века и более поздней эпохи; выделить среди них реальные факты невозможно.
Большинство историков сходится во мнении, что Иоганн Георг Фауст родился около 1480 года, однако есть доводы в пользу 1466 года. В качестве места рождения называются города Книтлинген, Гельмштедт, Зиммерн или Зальцведель. С 1508 года был учителем в Крейцнахе, но покинул город под давлением жителей. По другим данным, в 1509 году Иоганнес Фауст первым получил степень бакалавра теологии в Гейдельбергском университете. Учился также «практической магии» в Краковском университете. Путешествовал по Европе, выдавал себя за учёного и мага. В 1528 году постановлением магистрата Ингольштадта был выслан из города. В 1532 году власти Нюрнберга запретили въезд в город «великому содомиту и некроманту доктору Фаусту» (нем. Doctor Faustus, dem großen Sodomiten und Nigromantico zu fur[t] glait ablainen). Изгонялся также из Эрфурта. После 1539 года сведения о нём отсутствуют.
Смерть Фауста обычно относят к 1540 или 1541 году. Предположительно он погиб при взрыве во время алхимического опыта в гостинице «Löwen» в Штауфен-им-Брайсгау. Тело оказалось сильно обезображено, что было истолковано врагами Фауста как вмешательство дьявола, лично пришедшего забрать душу доктора.

## Легендарные свидетельства
В немецком городе Виттенберге на Коллегиенштрассе имеется мемориальная доска, согласно которой Фауст жил в 1480—1540 годах, из них в Виттенберге с 1525 по 1532 год.
В Праге имеется так называемый «дом Фауста», где он якобы оставил свою подпись.

## Образ Фауста в литературе

### Истоки образа
Сходство с легендой о Фаусте имеет раннехристианская Повесть об Еладии, продавшем душу дьяволу. К этому же греческому источнику восходит и «Повесть о Савве Грудцыне» (XVII век) со схожим сюжетом.
Влияние на складывание образа Фауста оказали, возможно, апокрифические легенды о Симоне Волхве, пытавшемся соревноваться с апостолом Петром в магии. Прообразами Фауста в литературе называли папу Сильвестра II, францисканца Роджера Бэкона, аббата Иоганна Тритемия, автора сочинения «Стеганография» (1499 год), а также получившего славу чернокнижника Генриха Корнелиуса Агриппу.

### «Народная книга»

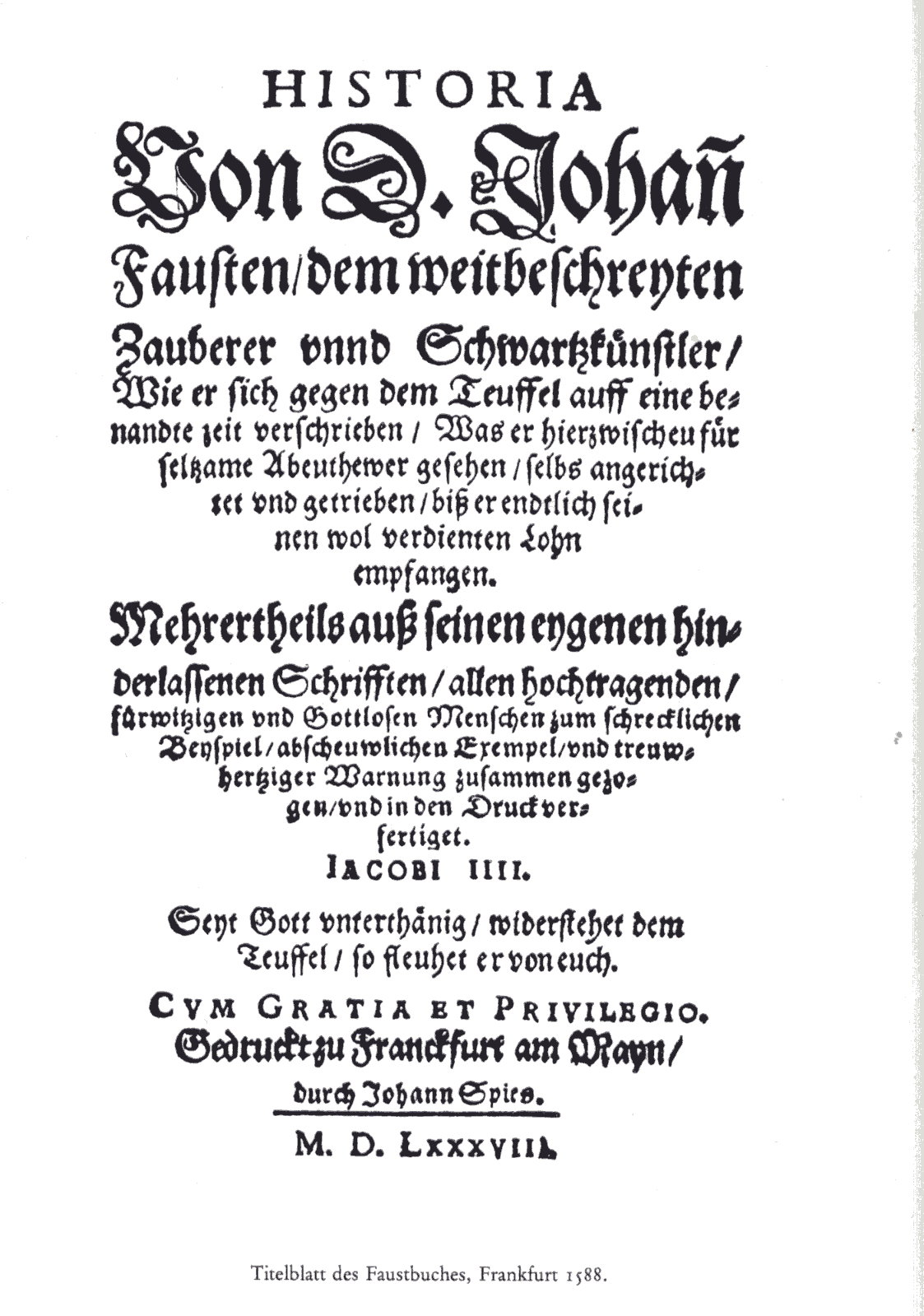
Титульная страница «Народной книги»

Образ Фауста быстро превратился в легенду и стал широко известен в Европе. Первая литературная обработка легенды была издана в 1587 году в Германии в издании Шписа. Книга Historia von Dr. Iohann Fausten, dem weitbeschreiten Zauberer und Schwartzkünstler etc." («История о докторе Фаусте, знаменитом волшебнике и чернокнижнике и т. д.») впоследствии стала известна как «Народная книга».
Книга была переведена на английский (1589 и 1592), голландский (Эммерих, 1592), фламандский (Антверпен, 1592), чешский (перевод Кархезиуса, 1617), шведский (1674) и другие языки. В 1588 году в Тюбингене А. Хокком было напечатано стихотворное переложение, сразу же запрещенное властями за «богохульство», издатель и авторы-студенты были оштрафованы.

### Переложения
«Народная книга» лежит в основе пространного сочинения Г. Р. Видмана о Фаусте — Wahrhaftige Historie (Гамбург, 1598). В 1603 году Пьер Кайе публикует французский перевод «Народной книги».

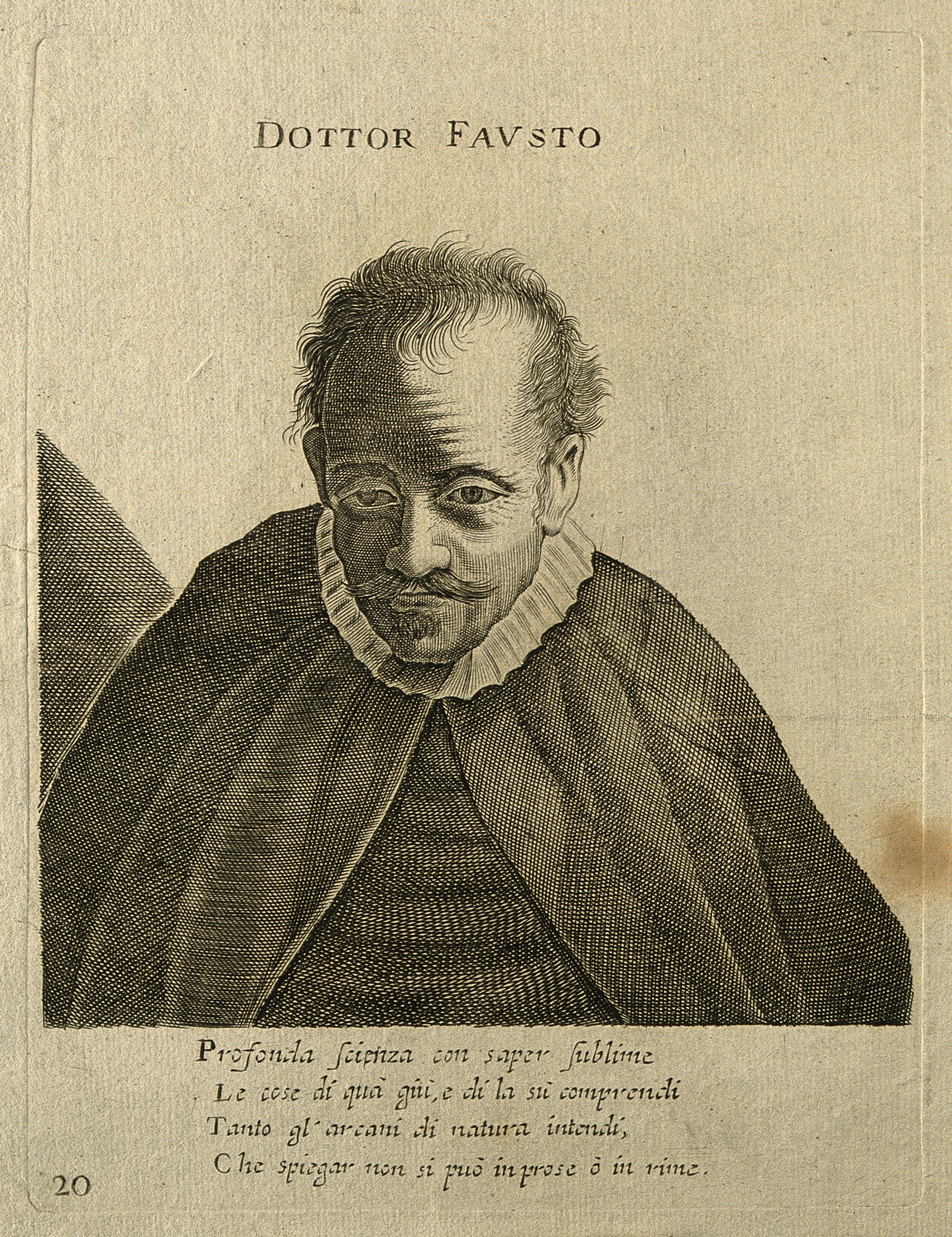
Старейшее из изображений доктора Фауста

«Народной книгой» воспользовался английский драматург Кристофер Марло, опубликовавший «Трагическую историю доктора Фауста» в 1604 году.
К сюжету обращались писатели периода «бури и натиска»: Лессинг — фрагменты неосуществлённой пьесы (1775), Фридрих Мюллер — трагедия «Жизнь Фауста» (1778), Клингер — роман «Жизнь, деяния и гибель Фауста» (1791), Гёте — трагедия «Фауст» (1774—1831).

## Список произведений
- Historia von Dr. Iohann Fausten, dem weitbeschreiten Zauberer und Schwartzkünstler etc. (История о докторе Фаусте, знаменитом волшебнике и чернокнижнике), (1587)
- Г. Р. Видман (Widman), Wahrhaftige Historie etc., (1598)
- Ахим фон Арним. «Die Kronenwächter» (Стражи короны), (1817)
- Фридрих Максимилиан Клингер: Фауст, его жизнь, деяния и низвержение в ад (Fausts Leben, Thaten und Höllenfahrt) (1791)Теодор Шторм: Эрнст
- Август Клингеманн (Ernst August Klingemann): Фауст (Faust) (1816) Поле-Кукольник (Pole Poppenspäler), новелла (1875)
- Генрих Манн: Учитель Гнус (Professor Unrat), (1904)
- Томас Манн: Доктор Фаустус (Doktor Faustus) (1947)
- Роджер Желязны, Роберт Шекли: «Коль с Фаустом тебе не повезло» (Roger Zelazny & Robert Sheckley: «If at Faust you don’t succeed») (1993)
- Майкл Суэнвик: Джек\Фауст (Jack Faust) (1997)
- Roman Möhlmann: Faust und die Tragödie der Menschheit (2007)
- Адольфо Биой Касарес (Adolfo Bioy Casares) «Канун Фауста» (1949)
- Иоганн Шпис: «Легенда о докторе Иоганне Фаусте, великом и прославленном чародее, маге и обманщике».
- Кристофер Марло: Трагическая история доктора Фаустуса (Tragicall History of Doctor Faustus) (1590)
- John Rich: The Necromancer (1723)
- Гёте:
  - Прафауст (Urfaust)
  - Фауст, ч. 1 (Faust I)
  - Фауст, ч. 2 (Faust II)
- Friedrich Müller: Faust’s Leben (Faust), (1778)
- Христиан Дитрих Граббе: Дон Жуан и Фауст (Don Juan und Faust) (1828)
- А. С. Пушкин. Сцена из «Фауста»'
- Николаус Ленау: Фауст (Faust) (1836)
- Генрих Гейне: Фауст (Der Doktor Faust. Ein Tanzpoem), поэма, назначенная для танцев (балетное либретто) (1851)
- И. С. Тургенев. Фауст, (1856)
- Фридрих Теодор Фишер: Фауст. Трагедия в двух частях (Faust. Der Tragödie dritter Teil) (1862)
- Валерий Брюсов: Огненный ангел
- А. В. Луначарский: Фауст и город, 1908
- Мишель де Гельдерод. Смерть доктора Фауста, 1926
- Юрий Юрченко[укр.]. Фауст и Елена, трагедия в стихах в трех актах, журнал Драматург № 4, 1994; изд-во ACADEMIA, М.,1999
- Франсиско Эррера Луке[англ.]. Луна доктора Фауста (La Luna de Fausto), (1983)
- Дороти Сэйерс: (The Devil to Pay) (1939)
- Wolfgang Bauer: Herr Faust spielt Roulette (Герр Фауст играет в рулетку) (1986)
- Günther Mahal (Hrsg.): Doktor Johannes Faust — Puppenspiel (Доктор Иоанн Фауст — Кукольный театр).
- Werner Schwab: Faust: Mein Brustkorb: Mein Helm. (1992)
- Pohl, Gerd-Josef: Faust — Geschichte einer Höllenfahrt Textfassung für die Piccolo Puppenspiele, 1995
- Philipp Vandenberg. Die Frau des Seiltänzers, 2011

## Образ Фауста в других искусствах

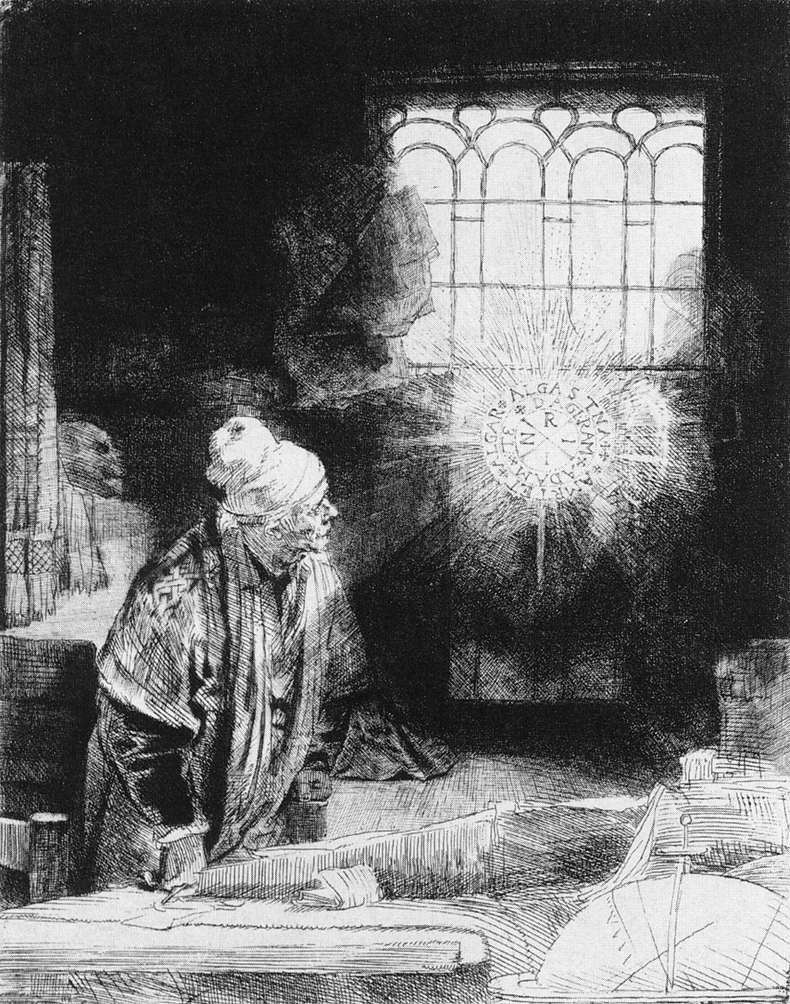
«Фауст», гравюра Рембрандта

### В изобразительном искусстве
Тему Фауста разрабатывали Рембрандт (офорт «Фауст»), Каульбах, Врубель (панно-триптих).
Художники-романтики Делакруа, Корнелиус, Ретш оставили иллюстрации к трагедии Гёте.

### В музыке
Легенда о Фаусте обогатила не только художественную литературу. В музыке тему о Фаусте разрабатывали Берлиоз, Гуно, Бойто, Вагнер, Бузони и другие.
- Людвиг ван Бетховен: Opus 75 no 3 Жил в Фуле король (Es war einmal ein König) (Песня, 1809)
- Шарль Валантен Алькан: Opus 33 Большая соната Les quatre âges 2aя часть (Quasi-Faust), 1847
- Людвиг Шпор: Фауст (Faust) (Опера, 1818)
- Гектор Берлиоз: Осуждение Фауста (La Damnation de Faust) (Оратория, 1845-46)
- Роберт Шуман: Сцены из «Фауста» Гёте (Szenen aus Goethe’s Faust) для голоса, хора и оркестра, 1844—1853
- Ференц Лист: Фауст-симфония (Eine Faust-Sinfonie), 1854-57
- Шарль Гуно: Фауст (Faust) (Опера, 1859)
- Арриго Бойто: Мефистофель (Mefistofele) (Опера, 1868)
- Густав Малер: Symphonie Nr. 8, (1906—1907)
- Ферруччо Бузони: Доктор Фауст (Doktor Faust) (Опера, 1916-25)
- Сергей Прокофьев: Огненный ангел (опера, 1927)
- Альфред Шнитке: История доктора Иоганна Фауста (Кантата, 1983)
- Альфред Шнитке: История доктора Иоганна Фауста (Опера, 1994)
- Rudolf Volz: Faust — Die Rockoper
- Паскаль Дюсапен: Faustus. The Last Night (опера, 2006)
- Горшенев: "Фауст" (музыкальный альбом, 2022)

### Фильмография
- 1897 — Фауст и Маргарита / Faust et Marguerite — фильм Жоржа Мельеса
- 1897 — Кабинет Мефистофеля / Le Cabinet de Méphistophélès — фильм Жоржа Мельеса
- 1903 — Гибель Фауста / La damnation de Faust — фильм Жоржа Мельеса
- 1903 — Фауст в аду / Faust aux enfers — фильм Жоржа Мельеса
- 1911 — Фауст — фильм Сесиля Хепуорта, в роли Хай Пламб
- 1926 — Фауст / Faust — Eine deutsche Volkssage — фильм Фридриха Мурнау, в роли Фауста Йёста Экман (старший)
- 1950 — Красота дьявола / La Beauté du diable (режиссёр Рене Клер). В роли Мишель Симон и Жерар Филип.
- 1967 — Доктор Фауст / Doctor Faustus. В роли Ричард Бартон
- 1969 — Странная история доктора Фауста (режиссёр Гонсало Суарес)
- 1973 — Gounod: Faust (Япония). Оперная постановка, в роли Альфредо Краус
- 1980 — Маленькие трагедии — фильм М. Швейцера, в роли Ивар Калныньш
- 1984 — Гёте. Сцены из трагедии «Фауст» — фильм М. Козакова, в роли Михаил Козаков
- 1993 — Мне скучно, бес — фильм Юрия Борисова, в роли Юрий Посохов
- 1993 — Огненный ангел. Фильм-опера по С. Прокофьеву. В роли С.Алексашкин
- 1994 — Урок Фауста / Lekce Faust (реж. Ян Шванкмайер). В роли Петр Чепек
- 1994 — Ч. 1 «Вторжение в вечный сюжет»; ч. 2 «Последний грех Фауста» — т/ф по трагедии в стихах Юрия Юрченко, «Фауст и Елена». Студия научно-популярных и просветительских программ Т/О «Под знаком Пи» (ТРК «Цивилизация»). ЦТ, Первый канал
- 2001 — Фауст — князь тьмы — фильм Брайана Юзна
- 2011 — Фауст — фильм Александра Сокурова, в роли Йоханнес Цайлер

### В комиксах
- В во вселенной комиксов DC имя Феликс Фауст носит могущественный злодей-чернокнижник.
- Один из героев манги (а также аниме-сериала) "Shaman King" является прямым потомком доктора Фауста и носит то же имя.
- В аниме и манге "Синий экзорцист" (яп. Ao No Exorcist) Ректор академии священного креста носит псевдоним Фауст

### На ТВ
- 1969 — Фауст — телеспектакль Театра им. Вахтангова (реж. Е. Симонов, в ролях А. Кацынский, Ю. Яковлев, Л. Максакова)
- 1986 — Сцены из трагедии «Фауст» — телеверсия спектакля Михаила Козакова (в главных ролях М. Козаков, З. Гердт, И. Муравьева)
- Т/ф по трагедии в стихах Юрий Юрченко, «Фауст и Елена». Ч. 1-я «Вторжение в вечный сюжет»; ч. 2-я. «Последний грех Фауста». Студия научно-популярных и просветительских программ Т/О «Под знаком Пи» (ТРК «Цивилизация»). ЦТ, Первый канал, 1994 год

### В компьютерных играх
Именем Фауста назван персонаж игры «Фауст: Семь ловушек для души». Играющий за Фауста должен распутать несколько историй, персонажем которых был демон Мефистофель.
Также Фауст встречается и в серии файтингов в стиле аниме Guilty Gear. Однако, в отличие от настоящего Фауста, данный персонаж никак не связан с Мефистофелем, хотя тоже был доктором. По легенде игры, однажды во время операции умерла девочка, и Фауст сошёл с ума. Надев пакет на голову и взяв с собой свой скальпель, он начал бороться с Гиарами, пытаясь защитить свои идеи и принципы.
Одним из персонажей аниме Шаман Кинг является Фауст VIII, прямой потомок легендарного чернокнижника. Этот Фауст — гениальный врач, фанатично преданный делу возрождения своей трагически погибшей жены Элизы с помощью искусства чёрной магии, почерпнутого им из фолиантов своего предка.